# Semsey Károly
Semsey Károly (angolul: Charles Semsey) (Karácsonmező, Sáros vármegye, 1830 − New York, N.Y., USA, 1911. június 18.) magyar honvédfőhadnagy; kapitány az angolok oldalán a krími háborúban; őrnagy az amerikai polgárháborúban az unionisták oldalán.

## Életpályája
Nemesi családból származott, apja gazdag földbirtokos és befolyásos helyi politikus volt. A fiú papi pályára készült, de önként beállt Kossuth Lajos zászlaja alá. Honvédhadnagyi, majd honvédfőhadnagyi beosztásban harcolta végig az 1848-49-es magyar szabadságharcot, számos csatában vett részt. A világosi fegyverletétel után kalandokkal teli úton angol földre emigrált, szándékában állt az angolok oldalán harcolni a krími háborúban, de végül nem került tűzközelbe. Ács Tivadar forrásai szerint az angolok oldalán harcolt a krimi háborúban Szevasztopolnál.
1859-ben kivándorolt Amerikába, ott fényképészetet tanult Beniczky Kornél (komáromi kapituláns) jól menő műtermében, Beniczkynek annyira jól ment az üzlete, hogy több emigránsnak is tudott munkát adni, köztük nemcsak Semseynek, hanem Csermelyi Józsefnek, Menyhárt G. Jánosnak is. Az amerikai polgárháború elején, 1861. május 3-án belépett a New York-i gyalogezred „F” századába századosi rangban, 1861. július 6-án szerelt le. 1861. október 7-én a főleg német-amerikaiakat tömörítő 45. New York-i önkéntes gyalogezredbe került, amelyben őrnagyi beosztásban teljesített szolgálatot, számos ütközetben vett részt. 1862. június 15-én megvált a közvetlen katonai szolgálattól.
A polgárháború után visszatért New Yorkba, s ott bekapcsolódott a New York-i magyar emigránsok közéletébe. Egyik vezetőségi tagja lett a New York-i Magyar Egyletnek, amely 1865. október 14-én alakult meg, s első elnökévé Zágonyi Károlyt, Zágonyi lemondása után Perczel Miklóst választották. Rendszeresen publikált az Erdélyi Sz. Gusztáv szerkesztette Amerikai Nemzetőr című magyar nyelvű lapba több más emigráns társával együtt, köztük Rózsafy Mátyás, Varga Ferenc, Berkó D. Géza, Kohányi Tihamér stb. Tagja lett számos katonai veterán szervezetnek is. Semsey a polgári életben továbbra is fényképészettel foglalkozott, de polgárháborús múltjára való tekintettel hamarosan a vámhivatalban kapott állást, majd 1899-től a bevándorlási hivatalban (Castle Garden). Társasági tagságai, publicisztikai munkássága, majd kenyérkereső munkakörei által is nagyon sok magyar emigránssal került kapcsolatba. Élményanyagát, emlékiratait könyvalakban is közreadta.
Semseyt 1911. június 18-án New Yorkban érte a halál, a Lutheránus temető Koltes parcellájában helyezték örök nyugalomra.

## Magánélete
Nős ember volt, házasságából hat gyermek született.